# Kaalan
Kaalan est une subdivision administrative de la Guinée, sous-préfecture de la préfecture de Labé.

## Population
En 2016, la localité comptait 10 923 habitants.